# Possession (film, 2002)
Cet article concerne le film. Pour le livre, voir Possession (roman).
Pour les articles homonymes, voir Possession.
Pour plus de détails, voir Fiche technique et Distribution.
Possession (titre original : Possession) est un film américano-britannique réalisé par Neil LaBute en 2002 d'après le roman Possession (Possession : A Romance) d'Antonia Susan Byatt (ou A.S. Byatt) publié en 1990.

## Synopsis
Deux universitaires, l'une britannique, Maud Baily (interprétée par Gwyneth Paltrow), l'autre américain, Roland Mitchell (interprété par Aaron Eckhart), découvrent au travers de vieilles lettres, la relation secrète et passionnée de deux célèbres poètes victoriens : Randolph Henry Ash (interprété par Jeremy Northam) et Christabel LaMotte (interprétée par Jennifer Ehle), dont la vie sociale semble pourtant antagoniste ; Ash est un illustre poète marié, réputé très fidèle et conservateur, alors que LaMotte est une libre penseuse bisexuelle.
Des universitaires rivaux prennent conscience de leur effort et chacun essaie de publier en premier cette découverte majeure à propos des poètes. En parallèle, Baily et Mitchell, désabusés par l'amour, se rapprochent également.

## Fiche technique
- Titre : Possession
- Titre original : Possession
- Réalisation : Neil LaBute
- Scénario : David Henry Hwang (en), Neil LaBute et Laura Jones, d'après le roman Possession de A.S. Byatt
- Photographie : Jean-Yves Escoffier
- Direction artistique : Paul Ghirardani et Andrew Sanders non crédité au générique : Su Whitaker
- Distribution des rôles : Mary Selway
- Décors : Luciana Arrighi, décors de plateau par Ian Whittaker
- Costumes : Jenny Beavan
- Montage : Claire Simpson
- Son : David Crozier
- Musique : Gabriel Yared
- Production : Paula Weinstein et Barry Levinson
- Co-production : Stephen Pevner
- Production exécutive : Len Amato et David Barron
- Sociétés de production : Focus Features, Warner Bros., Baltimore Spring Creek Productions, Contagious Films et USA Films
- Budget : 25 millions de $[1]
- Pays d'origine : États-Unis et Royaume-Uni
- Langues : anglais et français
- Format : couleur (Technicolor) — 35mm anamorphosé — 2,35:1 — son Dolby Digital / SDDS / Digital Theater System
- Genre : Drame, romance
- Dates de sortie :
  -  États-Unis : 16 août 2002
  -  Royaume-Uni : 25 octobre 2002
  -  France : 4 septembre 2002
- Mention CNC : tous publics (visa d'exploitation no 105459 délivré le 31 juillet 2002)[2]

## Distribution
- Gwyneth Paltrow (VF : Barbara Kelsch) : Maud Bailey
- Aaron Eckhart (VF : Philippe Vincent) : Roland Michell
- Jeremy Northam (VF : Patrice Baudrier) : Randolph Henry Ash
- Jennifer Ehle (VF : Laurence Bréheret) : Christabel LaMotte
- Lena Headey : Blanche Glover
- Holly Aird (VF : Évelyne Séléna) : Ellen Ash
- Toby Stephens (VF : Taric Mehani) : Fergus Wolfe
- Trevor Eve : Cropper
- Tom Hickey (VF : Jean-Luc Kayser) : Blackadder
- Georgia Mackenzie : Paola
- Tom Hollander : Euan
- Graham Crowden : Sir George
- Anna Massey : Lady Bailey
- Craig Crosbie : Hildebrand
- Christopher Good : Crabb-Robinson
- Élodie Frenck : Sabine
- Victoria Bensted : Woman in Hotel
- Shelley Conn : Candi
- Jonty Stephens : Shop Owner
- Alexi Kaye Campbell : Auction Director
- Hugh Simon : Librarian
- Richard Heffer : Lord Lytton
- Felicity Brangan : Ash's Maid
- Holly Earl : May Bailey
- Kate O'Toole : Mrs. Jameson
- Meg Wynn Owen : Mrs. Lees
- Roger Hammond : Professor Spear
- Jeanne Marine (VF : elle-même) : University Secretary

 Source et légende : version française (VF) sur RS Doublage et VoxoFilm

## Accueil

### Box-office
Le film a rencontré un échec commercial lors de sa sortie en salles, rapportant 14 815 898 $ de recettes mondiales, dont 10 113 733 $ aux États-Unis, où il a connu une distribution limitée allant jusqu'à 343 salles pendant les deux semaines suivant sa sortie, avant d'être distribué jusqu'à 619 salles durant le reste de son exploitation.